# Gerald Abrahams
Pour les articles homonymes, voir Abrahams.
Ne doit pas être confondu avec Gerald Abraham.
Gerald Abrahams, né le 15 avril 1907 et mort le 15 mars 1980, était un barrister (avocat) et un joueur d'échecs anglais amateur. Il fut également l'auteur de livres sur les échecs, le bridge, la politique, la religion et le droit. Il termina troisième du Championnat d'échecs de Grande-Bretagne en 1933, 1946 et 1954. En 1946, il battit Viatcheslav Ragozine 1,5 à 0,5 lors du match radio Angleterre - URSS. 
Il est l'auteur de la célèbre citation : « Good positions don't win games, good moves do ».

## Variante Abrahams
Il est l'inventeur, en 1925, de la variante Abrahams (aussi appelée variante Noteboom) de la défense semi-slave du gambit dame : 1. d4 d5 2. c4 c6 3. Cc3 e6 4. Cf3 dxc4 5. a4 Fb4 6. e3 b5 7. Fd2 a5 8. axb5 Fxc3 9. Fxc3 cxb5 10. b3 Fb7.
Cette variante a son origine dans un manuscrit du XVIe siècle publié par Alessandro Salvio en 1604 et critiqué par Pietro Carrera.

## Publications
Sur les échecs
- The Chess Mind, 1951
- Not Only Chess, 1974
- Brillancies in Chess, 1977

Sur le bridge
- Brains in Bridge, 1962